# Washingtoner Viermächteabkommen
Das Washingtoner Viermächteabkommen war ein am 13. Dezember 1921 auf der Washingtoner Flottenkonferenz für die Dauer von zehn Jahren geschlossener Vertrag zwischen den Vereinigten Staaten, dem Vereinigten Königreich und seinen Dominions, der Französischen Republik und dem Kaiserreich Japan. Er sah in Artikel I die gegenseitige Respektierung der insularen Besitzungen dieser Mächte im Pazifikraum vor. Artikel I und II des Vertrages legten das Verfahren zu Konsultationen im Falle von Streitigkeiten zwischen den beteiligten Mächten oder der Einmischung einer unbeteiligten Macht fest. In Artikel IV des Vertrages wurde vereinbart, dass mit der Ratifizierung die 1902 abgeschlossene Anglo-Japanische Allianz erlöschen sollte.
Im weiteren Verlauf der Konferenz folgte neben dem eigentlichen Flottenabkommen noch ein Neun-Mächte-Vertrag über China.